# Jane Mander

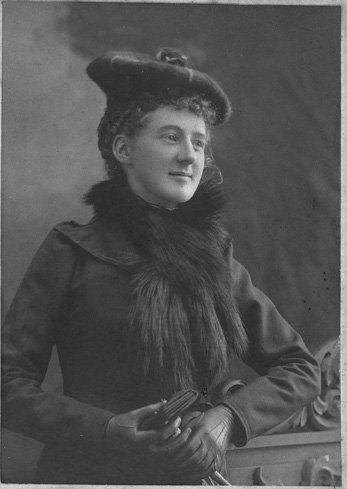
Mary Jane Mander
(1890er)

Mary Jane Mander (* 9. April 1877 in Ramarama, Neuseeland; † 20. Dezember 1949 in Whangārei, Neuseeland) war eine neuseeländische Lehrerin, Journalistin und Romanautorin.

## Frühes Leben

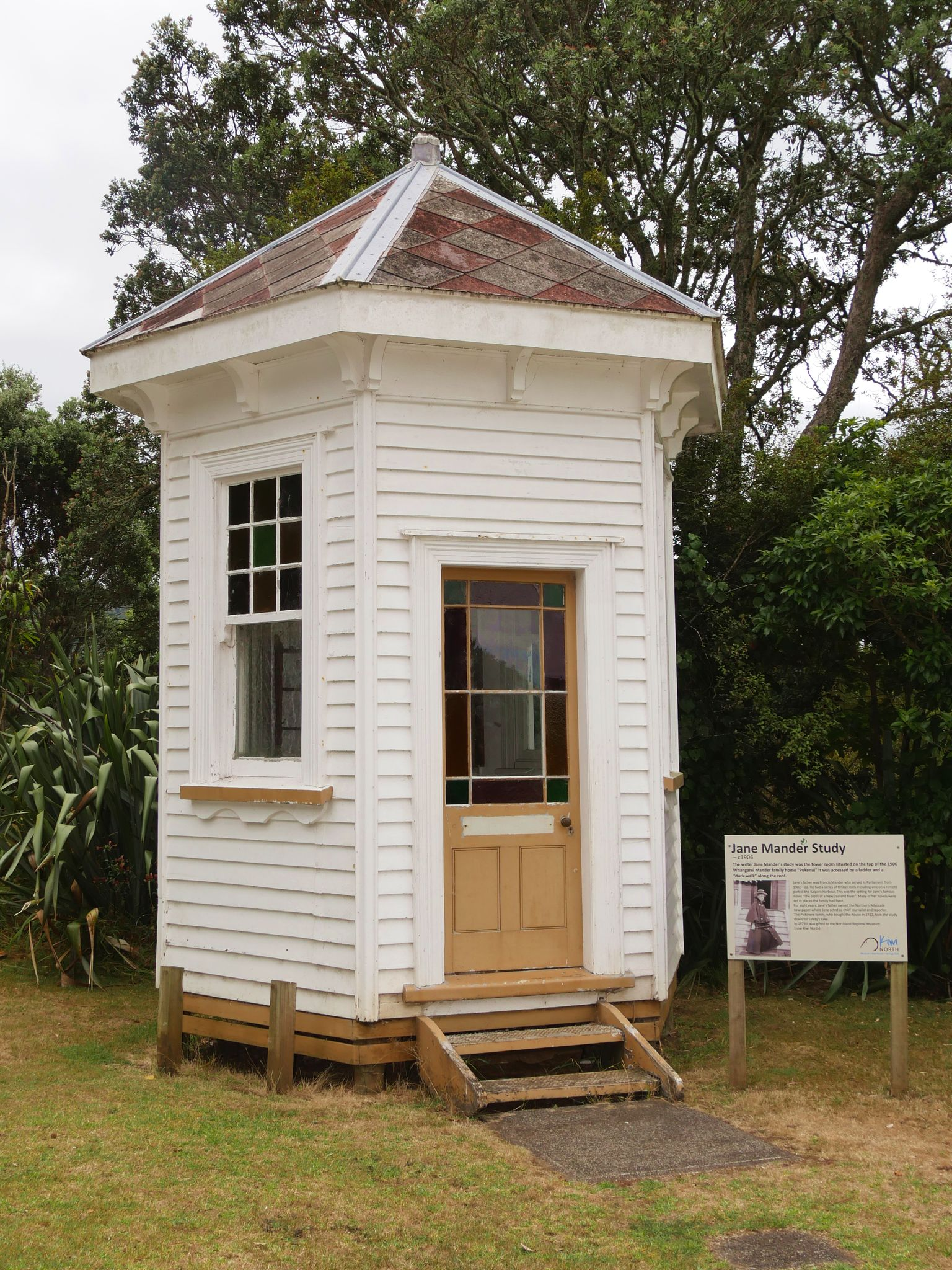
Ihr Studierzimmer (ca. 1906)

Mary Jane Mander wurde am 9. April 1877 als Tochter und ältestes von fünf Kindern der Eheleute Janet Kerr und Francis Mander, einem Farmer, in Ramarama, nordöstlich von Pukekohe geboren. 1881 kaufte ihr Vater ein kleines Sägewerk in Awhitū, nahe des Hafens von Manukau. Die Familie zog dorthin. Jane konnte damit erst 1883 in Wellsford erstmals für kurze Zeit zur Schule gehen. Des Vater Job, auf der Suche nach Kauri-Bäumen, machte einen Umzug der Familie viele Male nötig. Ab 1885 konnte Jane die Schulen von Port Albert, Kaiwaka und Onehunga besuchen und wenn es keine Schule vor Ort gab, bekam sie Unterricht bei ihrer Mutter. Diese förderte ihre Begabung Geschichte zu erzählen.

## Beruf als Lehrerin
1892, Jane war nun 15 Jahre alt, kehrte sie nach Port Albert zurück, um Lehrerin zu werden. Sie unterrichtete an den Grundschulen von Devonport, Ōtāhuhu und Newton West, lernte nachts für ihre Reifeprüfung und bestand sie 1896 in acht Fächern. Ende des Jahres 1899 gab sie ihren Lehrerberuf auf, um sich dem Romanschreiben zu widmen.

## Beruf als Journalistin
Doch die Familie zog 1902 ein weiteres Mal um. Dieses Mal nach Whangārei, wo ihr Vater die Zeitung The Northern Advocate kaufte. Jane war für die Zeitung bis 1906 als Reporterin und untergeordnete Redakteurin tätig. In den Jahren 1907 und 1910 ging sie nach Sydney, bei ihrem letzten Besuch für ein Jahr, und schrieb in dieser Zeit unter dem Pseudonym Manda Lloyd für den Maoriland Worker, einem führenden New Zealand Labour Journal jener Tage. Während ihres Aufenthalts in Sydney erfuhr sie von einer neuen Journalistenschule an der Columbia University in New York und beschloss, sich dort einzuschreiben. 1912 verließ sie Neuseeland und reiste zunächst nach England, wo sie das Manuskript eines Romans vier Verlagen vorstellte, die aber alle eine Veröffentlichung ablehnten.

## Vereinigten Staaten
Im September 1912 erreichte sie New York und begann dort am Barnard College der Columbia University in den Fächern Englisch, Französisch, Geschichte, Naturwissenschaften, Philosophie und Politik ihr Studium aufzunehmen. In allen Fächern war sie eine Einser-Kandidatin. 1914 musste sie ihr Vollzeitstudium ohne Abschluss abbrechen. Geldmangel, Krankheit und Beteiligungen an Schreibprojekten zwangen sie dazu. Sie konnte Artikel in dem Politmagazin The New Republic veröffentlichen und begann mit der Arbeit an einem Roman. Mit Beginn des Ersten Weltkriegs trat ihre schriftstellerische Arbeit in den Hintergrund. Nach verschiedenen anderen Jobs arbeitete sie dann bis zum Ende des Krieges im Jahr 1918 als Lagerverwalterin beim amerikanischen Roten Kreuz.
Noch während sie in den Vereinigten Staaten weilte, engagierte sich Jane in der Suffragetten-Bewegung und schrieb ihrer ersten drei Romane, deren Handlungen alle in Neuseeland stattfanden. Ihr erstes Werk, „The Story of a New Zealand River“, beendete sie bereits im Jahr 1918, konnte aber wegen der Einschränkungen des Krieges Londoner Verlag John Lane erst im Jahr 1920 verlegt werden. Ihre beiden folgenden Romane, „The Passionate Puritan“ und „The Strange Attraction“ erschienen nacheinander in den Jahren 1921 und 1922.

## England
1923 ging Jane zurück nach London, wo sie als Verlagslektorin und später als englische Redakteurin für die Harrison Press aus Paris arbeitete. Auch arbeitete sie als Londoner Korrespondentin für verschiedene neuseeländische Zeitungen. Während ihrer Zeit in London stellte sie ihr letztes Werk mit neuseeländischem Hintergrund fertig. „Allen Adair“ erschien 1925 und wird allgemeinhin als ihr bestes Werk angesehen. Die beiden Liebesromane: „The Besieging City“ das 1926 erschien, hatte seine Handlung in New York und Pins and Pinnacles, das 1928 herausgegeben wurde, spielte in London und Paris. 1931 erkrankte sie, hatte wenig Geld und sehnte sich nach Northland in ihrer Heimat Neuseeland.

## Neuseeland
1932 kehrte Jane schließlich zurück, auch weil ihre Mutter schwer erkrankt war. Nach dem Tod ihrer Mutter kümmerte sie sich noch um ihren in Auckland lebenden Vater, fühlte sich aber schnell mit allem was das Bedeutete überfordert. Die finanzielle Not, in der sie sich befand, brachte sie dazu wieder etwas journalistisch zu arbeiten. Sie rezensierte Bücher für zwei Zeitungen, hielt Radiovorträge zu unterschiedlichen Themen und arbeitete für eine Artikelserie  der Zeitung The Press aus Christchurch. 1932 war sie Vizepräsidentin der neuseeländischen PEN-Vereinigung, deren  Gründungsmitglied sie war. Sie nahm die Aufgaben bis zu ihrem Tod wahr.
Mary Jane Mander verstarb am 20. Dezember 1949 in Whangārei, wo sie Jahre zuvor hingezogen war.

## Werke
- 1920 – The Story of a New Zealand River. John Lane, London 1920 (englisch).
- 1921 – The Passionate Puritan. John Lane, London 1921 (englisch).
- 1922 – The Strange Attraction. John Lane, London 1922 (englisch).
- 1925 – Allen Adair. 1925 (englisch).
- 1926 – The Besieging City. A Novel of New Yourk. Hutchinson, London 1926 (englisch).
- 1928 – Pins and Pinnacles. Hutchinson, London 1928 (englisch).

Quelle: National Library of New Zealand